# إرنست ميلتون
إرنست ميلتون (بالإنجليزية: Ernest Milton)‏ (7 أغسطس 1897 في المملكة المتحدة - 2 سبتمبر 1984 بشفيلد في المملكة المتحدة) هو لاعب كرة قدم بريطاني (وحمل سابقاً جنسية المملكة المتحدة لبريطانيا العظمى وأيرلندا) في مركز الدفاع. لعب مع شيفيلد يونايتد وKilnhurst Colliery F.C. ‏.